# Botifarra dolça

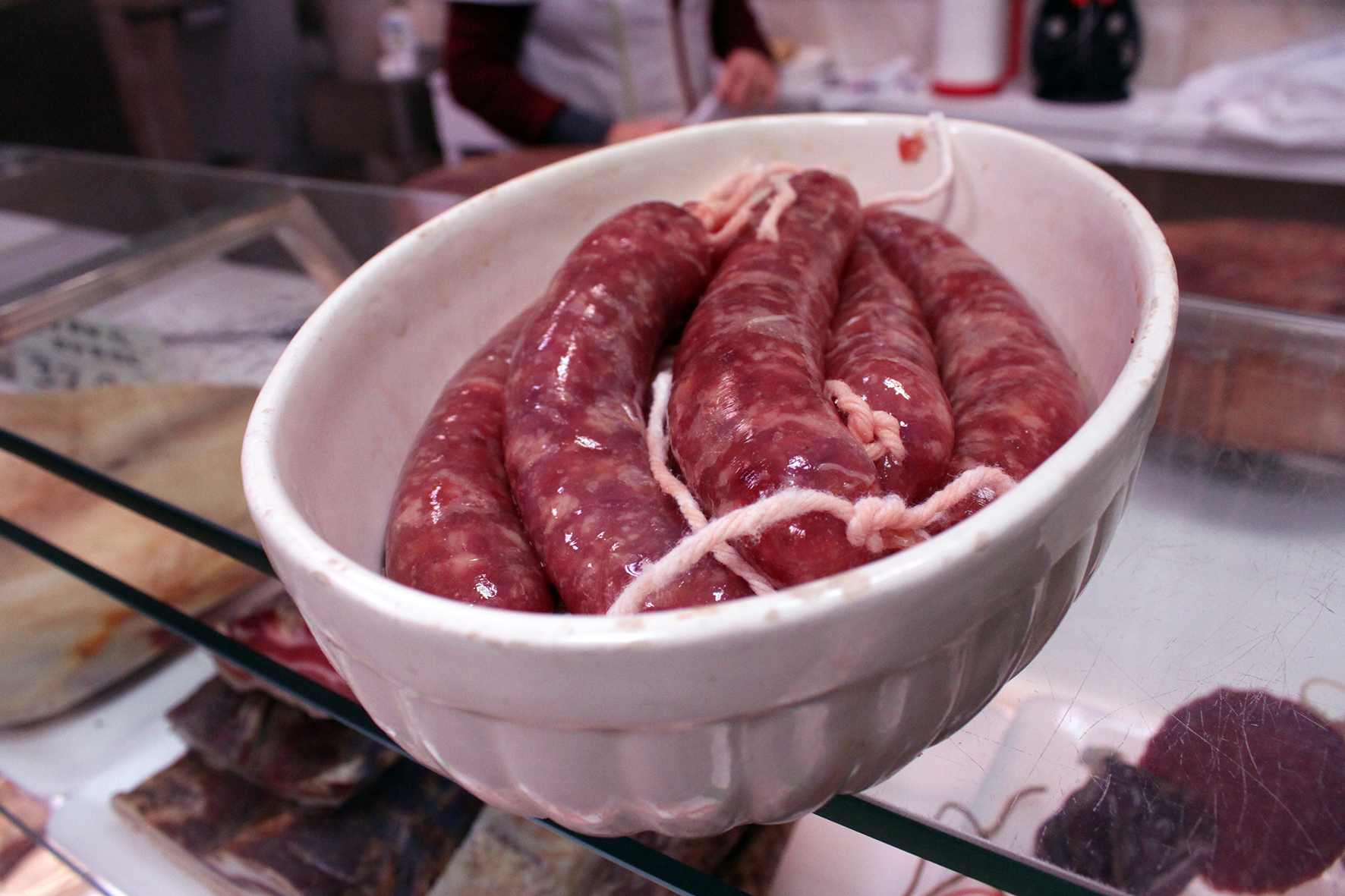
Botifarra dolça

La botifarra dolça és un embotit característic de l'Empordà. Tant es pot presentar crua com seca. Actualment està fortament arrelada a les comarques de l'Empordà, Gironès, Pla de l'Estany i la Selva. Antigament era un dels embotits que es produïa durant la matança del porc a les cases de pagès de l'Empordà, però actualment és bàsicament un producte artesà elaborat durant tot l'any.
Per elaborar la botifarra dolça es fa servir: carn magra crua de porc, sucre, pell de llimona, sal i opcionalment canyella. En resulta una botifarra de color rosat i molt lluent quan és crua, i un color rosat-grisós quan es deixa assecar. Es tendeix a consumir-la més aviat seca, tot i que els plats amb la botifarra crua encara es mantenen: confitada amb poma, a la brasa, fregida,... s'acostuma a acompanyar amb torrades de pa caramel·litzades.

## Recepta
Existeixen moltíssimes fórmules de coure la botifarra dolça: cassola de terra, paella, forn o a la brasa. Per coure-les primer s'han de punxar lleugerament perquè no s'estripin, es posen en un recipient, just cobertes d'aigua, amb una cullerada de sucre per botifarra, una branca de canyella i pela de llimona. Es deixa fer a foc lent fins que l'aigua es redueix i es torna espessa com un almívar o una mel clara. En aquest moment s'hi tira el pa torrat, es remena una mica i se serveix.
Variants: En lloc de fer bullir amb aigua i sucre, es pot substituir per vi dolç, tipus moscatell, garnatxa, mistela, etc. D'acompanyament a més de torrades caramel·litzades, a mitja cocció, s'hi poden afegir trossos de poma. Si són fetes a la brasa, s'emboliquen amb paper de plata. S'han de coure molt lentament perquè la botifarra no s'esparrequi.
Al poble de Salitja, a cavall de la Selva i el Gironès, es fa la Fira Festa de la Botifarra Dolça.

## Marca de garantia Productes de l'Empordà

Logotip Marca de Garantia Productes de l'Empordà

La botifarra dolça és un producte adherit a la Marca de garantia Productes de l'Empordà. Les carnisseries adherides a Productes de l'Empordà han de superar periòdicament els controls d'un laboratori alimentari que en certifica la qualitat en les diferents fases del producte per tal de rebre la certificació.
És un segell alimentari que té per objectiu personalitzar i reconèixer els productes propis de l'Empordà i ajudar a promocionar la seva comercialització. Aquest distintiu certifica la qualitat i l'origen empordanès del productes.

## Dulses: Botifarra dolça cuita
Les Dulses és la botifarra dolça envasada i cuita. És un producte creat, elaborat i cuinat pel Gremi de carnissers i xarcuters artesans de les comarques gironines amb la col·laboració de l'IRTA que en va estudiar les millors condicions per a la seva elaboració i conservació.